# East Sparta
East Sparta és una població dels Estats Units a l'estat d'Ohio. Segons el cens del 2000 tenia 806 habitants.

## Demografia
Segons el cens del 2000, East Sparta tenia 806 habitants, 315 habitatges, i 242 famílies. La densitat de població era de 518,7 habitants per km².
Dels 315 habitatges en un 34,3% hi vivien nens de menys de 18 anys, en un 64,4% hi vivien parelles casades, en un 8,9% dones solteres, i en un 22,9% no eren unitats familiars. En el 19,7% dels habitatges hi vivien persones soles el 9,8% de les quals corresponia a persones de 65 anys o més que vivien soles. El nombre mitjà de persones vivint en cada habitatge era de 2,56 i el nombre mitjà de persones que vivien en cada família era de 2,89.
Per edats la població es repartia de la següent manera: un 24,6% tenia menys de 18 anys, un 6,5% entre 18 i 24, un 29% entre 25 i 44, un 22,1% de 45 a 60 i un 17,9% 65 anys o més.
L'edat mediana era de 39 anys. Per cada 100 dones de 18 o més anys hi havia 90 homes.
La renda mediana per habitatge era de 40.208 $ i la renda mediana per família de 41.964 $. Els homes tenien una renda mediana de 29.267 $ mentre que les dones 21.354 $. La renda per capita de la població era de 18.017 $. Aproximadament el 4,7% de les famílies i el 5,3% de la població estaven per davall del llindar de pobresa.

## Poblacions més properes
El següent diagrama mostra les poblacions més properes.